# Pariški glasbeni konservatorij
Pariški glasbeni konservatorij (polno sodobno ime: Conservatoire National Supérieur de Musique et de Danse de Paris) je osrednja ustanova, ki prispeva k razvoju glasbe v Franciji in zahodni Evropi nasploh in je ena najpomembnejših umetniških ustanov v Parizu. Ustanovljen je bil 3. januarja 1783.

## Vidnejši študentje preteklih obdobij
- Charles-Valentin Alkan (1813–1888)
- Jean-Pierre Aumont (1911–2001)
- Joseph Bonnet (1884–1944)
- Gustave Charpentier (1860–1956)
- Philip Corner (1933–)
- Juan Crisóstomo Arriaga (1806–1826)
- George Benjamin (1960–)
- Georges Bizet (1838–1875)
- Pierre Boulez (1925–-2016)
- Alfred Cortot (1877–1962)
- Claude Debussy (1862–1918)
- Maurice Duruflé (1902–1986)
- Theodore Dubois (1837–1924)
- Marcel Dupré (1886–1971)
- Paul Dukas (1865–1935)
- Henri Dutilleux (1916–)
- George Enescu (1881–1955)
- Ulvi Cemal Erkin (1906–1972)
- Friedrich von Flotow (1812–1883)
- Peter-Lukas Graf (1929–)
- Reynaldo Hahn
- Jacques Fromental Halévy (1799–1862)
- Henri Herz (1803–1888)
- Norman J. Hunt (1921 - 1984)
- Jacques Ibert (1890–1962)
- Charles Koechlin
- Édouard Lalo (1823–1892)
- Jean Langlais (1907–1991)
- Alexandre Luigini (1850–1906)
- Neville Marriner (1924–)
- Olivier Messiaen (1908–1992)
- Darius Milhaud (1892–1974)
- Pierre Monteux (1875–1964)
- Ginette Neveu, (1919–1949)
- Gabriel Pierné
- Georges Prêtre (1924–)
- Maurice Ravel (1875–1937)
- Gabrielle Réjane (1856–1920)
- Camille Saint-Saëns (1835–1921)
- Pablo de Sarasate (1844–1908)
- Florent Schmitt (1870–1958)
- Jacques Thibaud (1880–1953)
- Ambroise Thomas (1811–1896)
- Paul Tortelier (1914–1990)
- Ricardo Viñes (1876–1943)

## Bivši profesorji
- Adolphe Adam (kompozicija, 1849–1856)
- Pierre Baillot (profesor za violino)
- François Bazin (harmonija)
- Eugene Benoist (orgle)
- Joseph Bonnet (1884–1944)
- Ernest Boulanger, oče Nadje in Lili Boulanger
- Michele Carafa (profesor kompozicije, 1840–1858)
- William Christie (1944–)
- Aldo Ciccolini (klavir)
- Giuseppe Concone (solopetje)
- Theodore Dubois (ravnatelj, 1896–1905)
- Louise Farrenc (profesor klavirja, 1842–1873)
- Gabriel Fauré (ravnatelj, 1905)
- César Franck (profesor za orgle, 1872–1890)
- Charles Gounod (kompozicija)
- Ernest Guiraud
- André Lafosse
- Vincent d'Indy (1851–1931)
- Jean François Lesueur (1795–1802)
- Rodolphe Kreutzer (profesor violine, 1795–1826)
- Jules Massenet (kompozicija, harmonija)
- Olivier Messiaen (profesor harmonije in kompozicije)
- Adolphe Sax
- Pierre Sancan
- Paul Vidal
- Charles-Marie Widor (profesor za orgle, 1890)